# Grevillea wilsonii
Grevillea wilsonii es una especie de planta fanerógama perteneciente a la familia de las proteáceas.

## Descripción
Es un arbusto endémico del suroeste de Australia Occidental. Generalmente crece 1.5 m de alto y de 40 a 60 cm de ancho. Produce unas flores rojas brillantes, que más tarde ennegrecen entre julio y diciembre.

## Cultivo
Esta especie requiere un suelo húmedo y pleno sol o sombra parcial. Se reproduce por esquejes e injertos en la costa este de Australia lo que puede asegurar una mayor resistencia.

## Taxonomía
La especie fue descrita por primera vez por el botánico Allan Cunningham, su descripción fue publicada en Narrative of a Voyage round the World de Thomas Braidwood Wilson en 1835.  
Etimología
Grevillea, el nombre del género fue nombrado en honor de Charles Francis Greville, cofundador de la Real Sociedad de Horticultura.
wilsonii: epíteto que honra a Thomas Braidwood Wilson.